# جوزف بورگر
جوزف بورگر (انگلیسی: Joseph Buerger; ۱۹ سپتامبر ۱۸۷۰ – ۱۰ نوامبر ۱۹۵۱) قایقران روئینگ اهل ایالات متحده آمریکا بود.